# Спидвей на траве

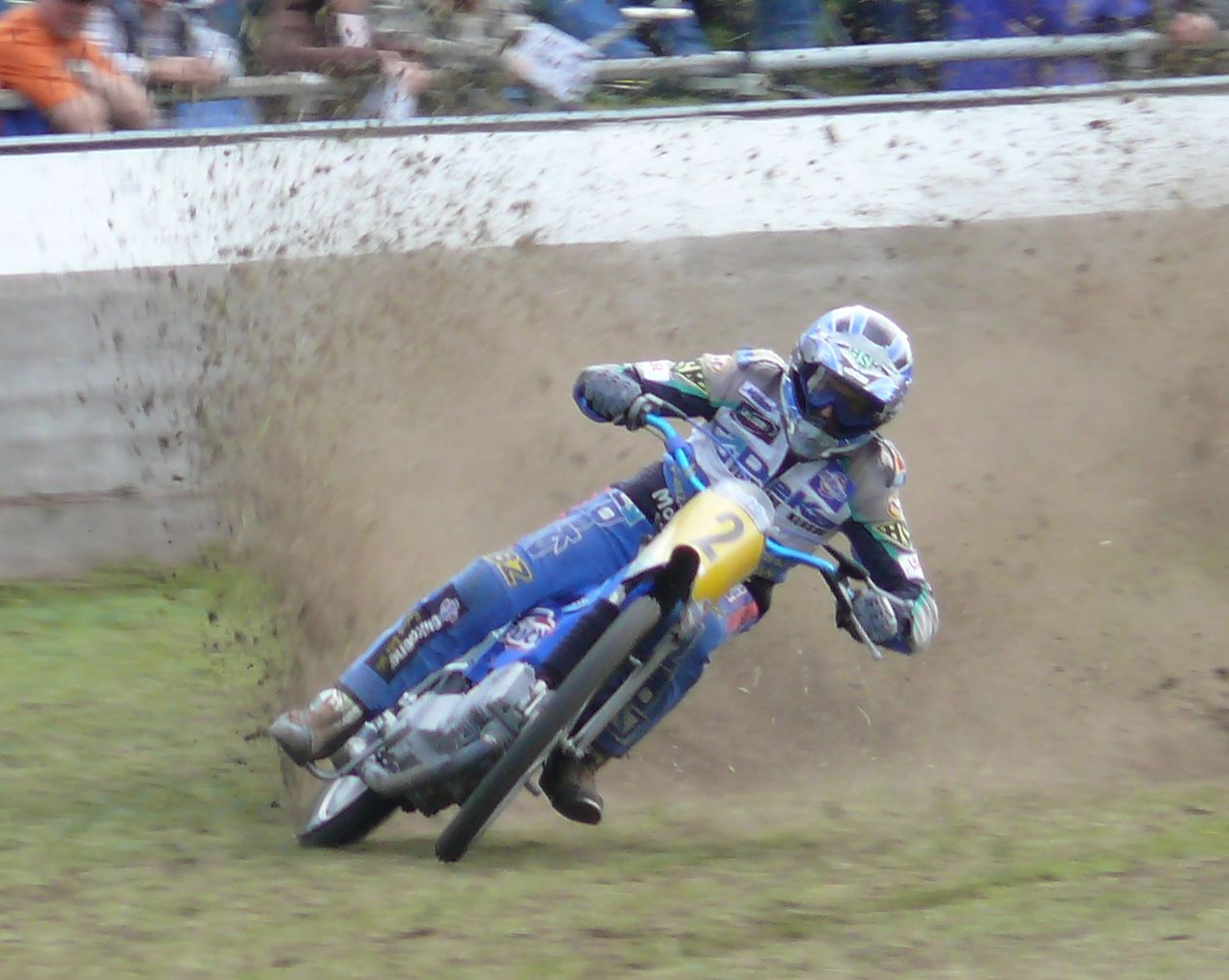
Спидвей на траве

Спидвей на траве — вид мотоспорта, схожий с классическим спидвеем, но проводимый на специальных травяных треках. Мотоцикл для спидвея на траве имеет, в отличие от обычного, заднюю подвеску, помогающую преодолевать неровности трассы и двухскоростную коробку передач. Вес мотоцикла — от 60 кг (125 см³) до 120 (с коляской). Кроме того, в заездах принимают участие обычно более 4 человек. Длина треков колеблется от 400 до 1200 м.
Появился в Великобритании в начале XX в. в условиях отсутствия специализированного дорожного покрытия; является одним из старейших видов мотоспорта.
Основные классы — мотогонки на собственно мотоциклах (solo racing) и на мотоциклах с коляской (sidecar racing). Первый класс делится на зачёты 250, 350 и 500 см³; второй класс — на зачёт 500 см³, зачёт 1000 см³ с коляской справа и зачёт 1000 см³ с коляской слева.
Курирующая международная федерация — ФИМ. На травяных треках проводятся Личный чемпионат Европы по спидвею на траве, чемпионаты Европы и мира по мотогонкам на мотоциклах с колясками и др.